# Парадип
Парадип (Paradip или Paradeep, ପାରାଦ୍ଵୀପ) — город в Индии, в штате Одиша, в округе Джагатсингхпур. Крупнейший порт страны и один из крупнейших по грузообороту портов мира, значительный промышленный центр. Население — около 70 тыс. человек. 

## История
В 1950 году власти предложили построить порт в небольшом городке Парадип. В 1962 году камень в основание порта заложил премьер-министр Джавахарлал Неру. Строительные работы начались в 1964 году, а в 1966 году из Парадипа вышло первое судно с грузом железной руды. Порт был построен на месте мангровых болот, в которых местные жители промышляли рыбалкой, охотой и заготовкой древесины. Он изначально был рассчитан на экспорт железных и марганцевых руд в Японию, а также на импорт угля и нефти. Если в 1960-х годах через Парадип вывозилось около 40 тыс. тонн железной руды в год, то к 1978 году грузооборот порта вырос до 2,7 млн тонн (в основном за счёт экспорта руды).
В 1978 году начала действовать железная дорога Парадип — Каттак. В конце 1970-х годов власти приняли решение о строительстве в Парадипе одного из трёх приморских комбинатов чёрной металлургии, но проект так и не был реализован. В 2000 году в Парадипе началось строительство крупного нефтехимического комплекса Indian Oil Corporation, позже в районе порта был приобретён земельный участок под строительство металлургического комбината POSCO. Интенсивное промышленное и портовое строительство привело к росту населения и ухудшению экологической ситуации.

## Население
В 2001 году в Парадипе проживало 73 633 человек, мужчины составляли 58 % жителей, женщины — 42 % (значительный перекос объясняется массовой миграцией в город молодых промышленных рабочих). Уровень грамотности населения — 73 % (выше среднего показателя по стране ). Среди горожан преобладают индуисты, имеются небольшие общины мусульман и христиан.

## Экономика
Парадип является крупным промышленным центром Восточной Индии. Здесь расположены нефтеперерабатывающий и нефтехимический завод Indian Oil Corporation, заводы химических удобрений Paradeep Phosphates и Indian Farmers Fertiliser Cooperative, завод окатышей Essar Steel, завод пищевых масел Cargill, пивоваренный завод Skol Breweries, фабрика мороженого Hemkund, топливные терминалы Indian Oil, Bharat Petroleum и Hindustan Petroleum. В городе ведётся строительство металлургического завода корейской компании POSCO, глинозёмного завода и крупной теплоэлектростанции. 
В Парадипе сходятся две важные дороги — национальная автострада 5A из Харидаспура и региональное шоссе из Каттака. В дельте реки Маханади вокруг Парадипа выращивают рис, пшеницу, кукурузу, батат, сахарный тростник, арахис, кунжут, клещевину, табак, красный перец и джут.  

### Морской порт

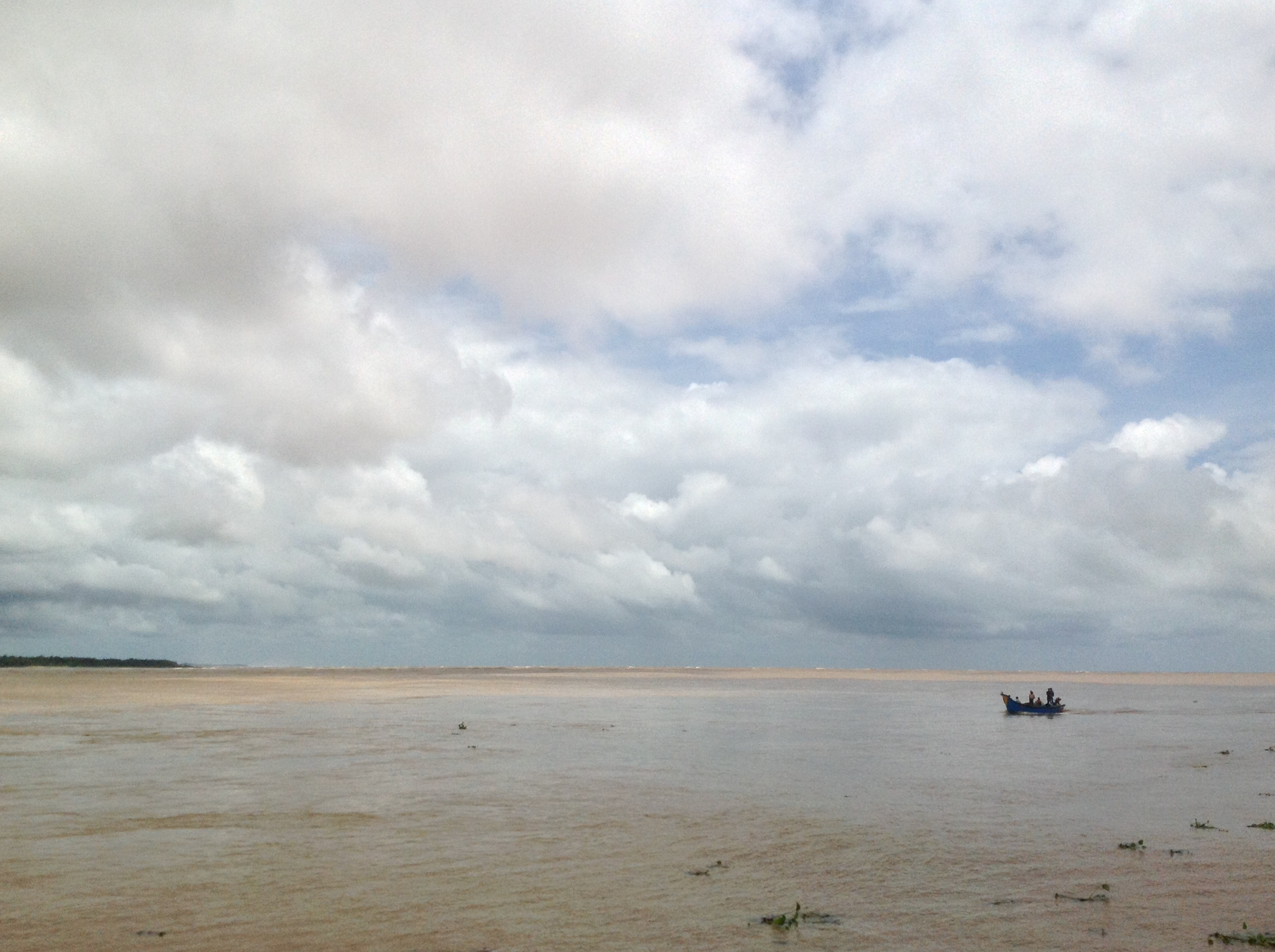
Река Маханади у Парадипа

Искусственный глубоководный порт Парадипа расположен на северо-западном побережье Бенгальского залива при впадении в него реки Маханади. Портом управляет автономная корпорация Paradip Port Trust, полностью принадлежащая правительству Индии. В 2010 году порт обработал 57 млн тонн грузов, в 2013 году — 68 млн тонн (специализируется на перегрузке энергетического угля, железной руды, сырой нефти и древесины, в последние годы в торговом обороте растёт доля контейнеров). У порта имеется отдельная железнодорожная ветка (соединена с сетью East Coast Railway компании Indian Railways) и собственная сортировочная станция. Paradip Port Trust управляет больницей для сотрудников порта.

## Культура и образование
В Парадипе базируются Морская академия Ориссы и Морской музей.